# 慈公堂大厦
慈公堂大厦（英語：Chee Kung Tong Building）是位于加拿大不列颠哥伦比亚省巴克维尔的历史建筑。该建筑是加拿大中華公所中罕见的现存典范。 它由两层木结构组成，有两个木棚，北侧和东侧各有一个阳台。 底层分为宿舍、厨房和社交空间，顶层分为社交大厅和休息室。它是该镇现存最古老的建筑之一。
该建筑建于1874年至1877年，曾被致公堂成员用作华人移民寻找住所和工作机会的地方。 2008年被指定为史迹。